# Sint-Jacobus de Meerderekerk (Haarlemmerliede)
De Sint-Jacobus de Meerderekerk is een rooms-katholieke kerk aan de Liedeweg 52 in Haarlemmerliede.
Waterstaatsopzichter Hermanus Hendrik Dansdorp ontwierp in 1837 een eenbeukige Waterstaatskerk in neoclassicistische stijl. De kerk werd in 1864 door Theo Asseler vergroot met één raamlengte en er werd een kleine toren toegevoegd. In 1883 werd de kerk door Adrianus Bleijs met nog één travee vergroot en werd een nieuw priesterkoor gebouwd.
Het kerkorgel werd in 1890 gemaakt door de orgelbouwersfirma L. Ypma & Co uit Alkmaar.
De kerk wordt tot op heden gebruikt door de parochie "H. Jacobus de Meerdere". Het kerkgebouw is een gemeentelijk monument.

## Bron
- Reliwiki - Haarlemmerliede, Sint-Jacobus de Meerderekerk